# Fidel Samaniego Reyes
Fidel Samaniego Reyes (Ciudad de México, 28 de enero de 1953 - Veracruz, Veracruz, 6 de agosto de 2010) fue un cronista y periodista mexicano. Fue conocido como Narigón cronista.
Samaniego fue considerado como el mejor cronista de la prensa escrita en México durante el siglo XX.[cita requerida]Fue conocido por su particular estilo descriptivo y por desarrollar el género crolumna. Condujo el noticiaro Primera Emisión en Proyecto 40, con Bibiana Belsasso y, posteriormente, con Lilly Téllez. 

## Reseña biográfica
Cursó estudios de derecho en la Escuela Libre de Derecho y de periodismo en la Escuela de Periodismo Carlos Septién García.  
En sus inicios cubrió la fuente taurina para el diario Señal, mientras cursaba los últimos semestres en la carrera de periodismo, incorporándose al diario El Universal en 1975. Posteriormente, se incorporó al periódico La Crónica de Hoy para luego regresar a El Universal en donde llegó a ser subdirector y escribió la sección de crónica parlamentaria «De confianza» y el blog «De confianza con Fidel» que acompañaba con videocolumnas. Samaniego fue uno de los pioneros en escribir un blog en México que llegó a ser considerado el más leído en América Latina con la peculiar característica de formar una comunidad offline a la que denominó familia de confianza.[cita requerida]
Durante su participación en Televisión Azteca colaboró con el informativo Hechos A.M. conducido por Ana María Lomelí y Pablo Latapí en una primera etapa y posteriormente con Ramón Fregoso. 
En la radiodifusión, fue el conductor de De confianza... Con Fidel Samaniego junto con Rocío Macías en Radio Trece.
Falleció víctima de un infarto fulminante al encontrarse de vacaciones con su familia en el Puerto de Veracruz. Es padre del bloguero y escritor Yoab Samaniego Behar Archivado el 9 de julio de 2021 en Wayback Machine..

## Distinciones
- Premio Nacional de Periodismo y de información (Presidencia de la República, México, 1989)
- Premio Nacional de Comunicación José Pagés Llergo (Fundación José Pagés Llergo, México, 2002)[3]